# Dana White
Dana Frederick White Jr. (ur. 28 lipca 1969 w Manchesterze) – amerykański biznesmen i promotor sportów walki. Prezydent największej organizacji MMA na świecie Ultimate Fighting Championship (UFC) oraz udziałowiec w Zuffa – spółce działającej m.in. w branży sportowej i hazardowej.

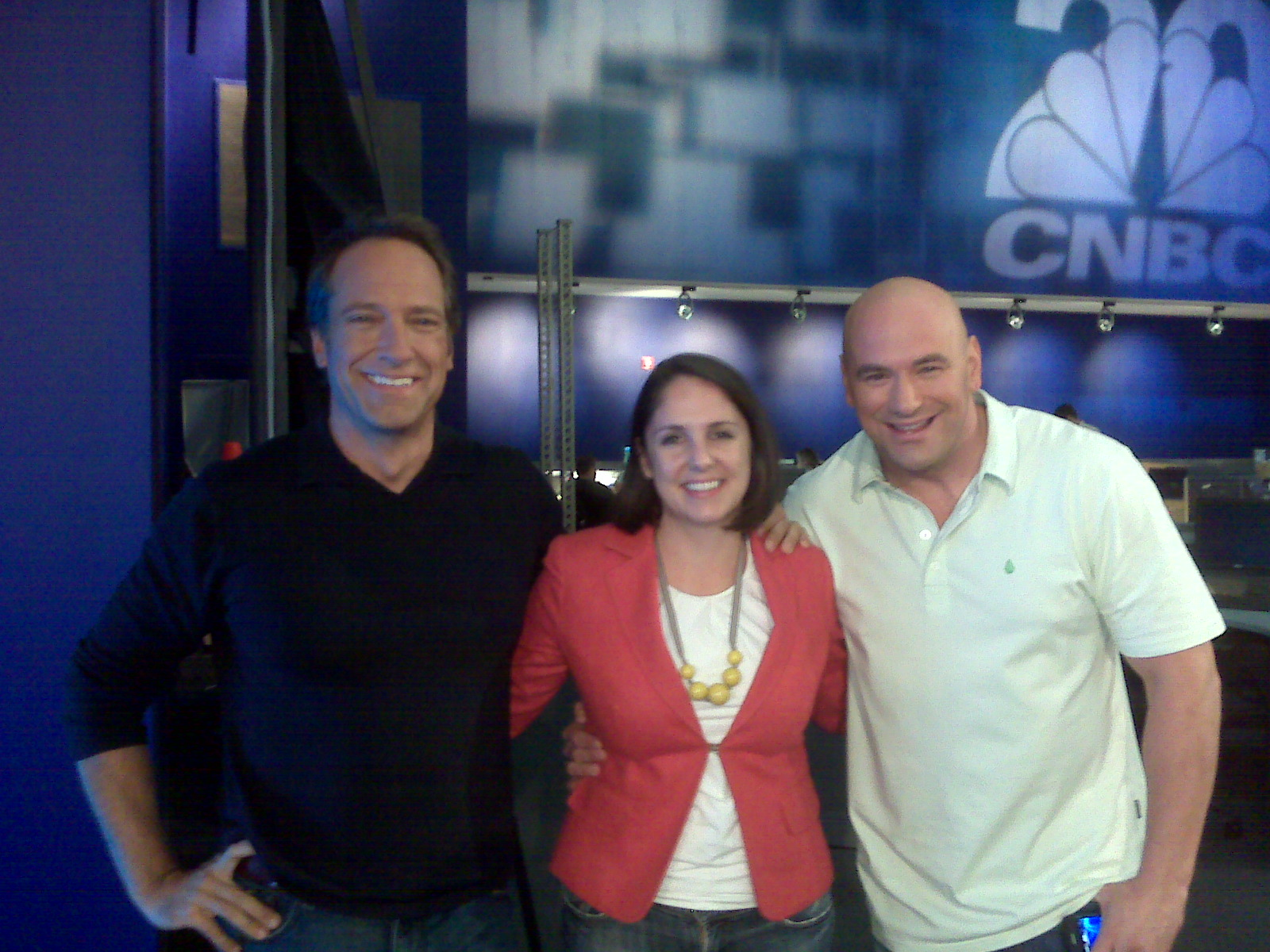
Mike Rowe i Dana White

## Życiorys
Pochodzi z rodziny o irlandzkich korzeniach. W dzieciństwie jego rodzice Dana White Senior i June White rozstali się z powodu problemów alkoholowych ojca. Młody Dana przeniósł się wraz z matką i siostrą Kelly do Las Vegas. W wieku 16 lat uległ ciężkiemu wypadkowi uderzając w słup rozpędzonym autem. Od 17 roku życia trenował boks. Rozpoczął studia na University of Massachusetts lecz ostatecznie ich nie skończył.
Od 20 roku życia pracował m.in. na budowach, remoncie ulic oraz jako ochroniarz w nocnych klubach. W latach 90. XX wieku nawiązał kontakt z kolegą ze szkolnej ławki Lorenzo Fertittą oraz jego bratem Frankiem – milionerami i właścicielami sieci kasyn w Las Vegas. Razem poznali zawodnika mieszanych sztuk walki Johna Lewisa, który pokazał im tajniki MMA. Zainteresowani nową dyscypliną zaczęli wspólnie ją trenować. Po niedługim czasie White został menadżerem dwóch perspektywicznych zawodników Chucka Liddella i Tito Ortiza. Negocjując im kontrakty, poznał właścicieli Ultimate Fighting Championship.
Dowiedziawszy się, iż organizacja jest na skraju bankructwa i wystawiona na sprzedaż, White namówił braci Fertitta w styczniu 2001 roku, aby nabyć ją za 2 miliony USD za pośrednictwem spółki Zuffa. Bracia otrzymali po 40% udziałów w spółce, zaś White 10%. Dodatkowo White został mianowany prezydentem UFC.
Przez następne kilka lat organizacja zmagała się z dużymi problemami finansowymi. Brak wsparcia ze strony telewizji oraz ciągłe ataki polityków m.in. Johna McCaina, który stanowczo sprzeciwiał się mieszanym sztukom walki i UFC, pogłębiały kryzys. By wyjść z dołka White zaproponował braciom Fertitta stworzenie reality-show, w którym zawodnicy MMA, podzieleni na dwie drużyny, mieliby rywalizować ze sobą o kontrakt z UFC. Pomysł został przyjęty i postanowiono nazwać go The Ultimate Fighter. Pierwszy sezon został wyemitowany w 2005 roku przez niedużą w tamtym czasie stacje Spike TV. Program stał się hitem, bijąc wszelkie rekordy oglądalności w stacji, co skutkowało gwałtownym wzrostem popularności MMA w USA, jak i samego UFC.
W 2012 roku u White'a zdiagnozowano choroba Ménière’a. Jeszcze w tym samym roku przeszedł udaną operację minimalizując skutki tej choroby.
W 2013 roku zagrał epizodyczną rolę w serialu Wirtualna liga.
W 2016 roku bracia Fertitta i Dana White sprzedali swój większościowy pakiet udziałów w spółce Zuffa za 4 miliardy USD spółce William Morris Endeavor Entertainment. Wartość udziałów White'a szacowano wtedy na około 360 mln USD. Po transakcji White zachował stanowisko prezydenta UFC oraz w ramach wynagrodzenia za pełnioną funkcję otrzymał nieujawniony do publicznej wiadomości procent udziałów w zyskach Zuffa. W 2019 roku przedłużył umowę z William Morris Endeavor Entertainment, zgodnie z którą pozostanie prezydentem UFC do 2025 roku.
Jest żonaty z Anne White, ma z nią dwóch synów i córkę. Jest zadeklarowanym ateistą.

## Działalność charytatywna
Od 2009 działa charytatywnie wspierając finansowo m.in. leczenie dwuletniej Brytyjki, Ruby Owen u której zdiagnozowana guza mózgu, fundację Francisco Espinoza na kwotę 50 tys. USD oraz przekazał na maraton organizowany przez radio ESPN 1100 prawie 100 tys. USD.